# 22355 Yahabananshozan
22355 Yahabananshozan è un asteroide della fascia principale. Scoperto nel 1992, presenta un'orbita caratterizzata da un semiasse maggiore pari a 2,3737380 au e da un'eccentricità di 0,1927536, inclinata di 3,15071° rispetto all'eclittica.